# The Best of (album de De La Soul)
Pour les articles homonymes, voir Best of.
Albums de De La Soul
Timeless: The Singles Collection
(2003) Live at Tramps, NYC, 1996
(2004)
The Best of est une compilation de De La Soul, sortie le 17 février 2004.

## Liste des titres
| No  | Titre                                                                    | Album original                          | Durée |
| --- | ------------------------------------------------------------------------ | --------------------------------------- | ----- |
| 1.  | Me Myself and I                                                          | 3 Feet High and Rising                  | 3:45  |
| 2.  | Say No Go                                                                | 3 Feet High and Rising                  | 4:22  |
| 3.  | Eye Know                                                                 | 3 Feet High and Rising                  | 4:13  |
| 4.  | The Magic Number                                                         | 3 Feet High and Rising                  | 3:16  |
| 5.  | Potholes in My Lawn                                                      | 3 Feet High and Rising                  | 3:50  |
| 6.  | Buddy (featuring Jungle Brothers et Q-Tip)                               | 3 Feet High and Rising                  | 4:55  |
| 7.  | Ring Ring Ring (Ha Ha Hey)                                               | De La Soul Is Dead                      | 4:07  |
| 8.  | A Roller Skating Jam Named "Saturdays" (featuring Q-Tip et Vinia Mojica) | De La Soul Is Dead                      | 4:02  |
| 9.  | Keepin' the Faith                                                        | De La Soul Is Dead                      | 4:45  |
| 10. | Breakadawn                                                               | Buhloone Mindstate                      | 4:16  |
| 11. | Stakes Is High                                                           | Stakes Is High                          | 5:31  |
| 12. | 4 More (featuring Zhané)                                                 | Stakes Is High                          | 4:19  |
| 13. | Oooh. (featuring Redman)                                                 | Art Official Intelligence: Mosaic Thump | 3:35  |
| 14. | All Good? (featuring Chaka Khan)                                         | Art Official Intelligence: Mosaic Thump | 5:00  |
| 15. | Thru Ya City (featuring D.V. Alias Khrist)                               | Art Official Intelligence: Mosaic Thump | 3:29  |
| 16. | Baby Phat (featuring Yummy Bingham et Devin the Dude)                    | AOI: Bionix                             | 3:51  |
| 17. | Watch Out                                                                | AOI: Bionix                             | 3:37  |

| 1.  | Buddy (Native Tongue Decision Version) (featuring Jungle Brothers, Monie Love, Phife Dawg, Q-Tip et Queen Latifah) | Inédit                                  | 7:16 |
| 2.  | Stakes Is High (Remix) (featuring Truth Enola et Mos Def)                                                          | Inédit                                  | 4:49 |
| 3.  | The Bizness (featuring Common)                                                                                     | Stakes Is High                          | 5:43 |
| 4.  | Stone Age (featuring Biz Markie)                                                                                   | Buhloone Mindstate                      | 4:12 |
| 5.  | Big Brother Beat (featuring Mos Def)                                                                               | Stakes Is High                          | 3:43 |
| 6.  | 4 More (Clean Version) (featuring Zhané)                                                                           | Stakes Is High                          | 4:20 |
| 7.  | So Good (featuring Camp Lo)                                                                                        | Inédit                                  | 4:27 |
| 8.  | I.C. Y'all (featuring Busta Rhymes)                                                                                | Art Official Intelligence: Mosaic Thump | 3:23 |
| 9.  | Held Down (featuring Cee Lo Green)                                                                                 | AOI: Bionix                             | 4:55 |
| 10. | What We Do (For Love) (featuring Slick Rick)                                                                       |                                         | 5:06 |